# G.783
La recomendación G.783 del ITU-T llamada "Características de jerarquía digital síncrona (SDH) equipamiento los bloques funcionales" define una biblioteca de bloques de edificio básico y un conjunto de reglas para que estos puedan ser combinados para describir un equipamiento de transmisión digital. La biblioteca comprende los bloques de edificio funcionales necesitaron especificar completamente la estructura funcional genérica de la Jerarquía Digital Síncrona. Para cumplir con esta recomendación, el equipo necesita ser descriptible como una interconexión de un subconjunto de estos bloques funcionales contenidos dentro de la recomendación. Las interconexiones de estos bloques tendrían que obedecer la combinación de reglas dadas.
Esta recomendación define los componentes y la metodología que tendría que ser utilizado para especificar el procesamiento SDH; no define un individual equipamiento SDH como tal.
El método de especificación está basado en descomposición funcional del equipamiento a funciones atómicas y compuestas. El equipamiento es entonces descrito por su Equipamiento Especificación Funcional (EFS) el cual lista las funciones atómicas y compuestas, su interconexión, y cualquier otro objetivo de rendimiento globale (p. ej., retraso de transferencia, disponibilidad, etc.).
La estructura interna de la implementación de esta funcionalidad (diseño de equipamiento) no necesita ser idéntico a la estructura del modelo funcional, mientras todos los detalles del comportamiento externamente observables cumplan con el EFS.
La funcionalidad de equipamiento es compatible con estructura SDH dada en ITU-T G de Recomendación.G.707/Y.1322.